# Xue Ruihong
Xue Ruihong, née le 4 avril 1968 à Qiqihar, est une patineuse de vitesse chinoise spécialiste du 500 et du 1 000 m. En 1997, elle devient championne du monde sur sa distance favorite, le 500 mètres.

## Palmarès

### Jeux olympiques d'hiver
- Meilleur résultat : 4e sur 500 m aux Jeux olympiques d'hiver de 1994 à Lillehammer

### Championnats du monde
- Championnats du monde
  -  Médaille d'or sur 500 m en 1997 à Varsovie
- Championnats du monde de sprint
  -  Médaille d'argent en 1997 à Hamar
  -  Médaille de bronze en 1994 à Calgary

### Coupe du monde
- Vainqueur du classement du 500 m en 1996-1997
- 7 victoires